# Vela nos Jogos Olímpicos de Verão de 1948 - Star
As provas da classe Star da vela nos Jogos Olímpicos de Verão de 1948 ocorreram entre 3 e 12 de agosto daquele ano em Torbay, no condado de Devon, no sudoeste da Inglaterra. O programa compunha oito regatas. Para esta classe, houve 47 velejadores, em 17 barcos, de 17 nações inscritas.

## Medalhistas
A dupla estadunidense Hilary Smart e Paul Smart finalizou a competição em primeiro lugar, conquistando a medalha de ouro. A prata firmou-se com os cubanos Carlos de Cárdenas e Carlos de Cárdenas Jr.. Por fim, a medalha de bronze ficou com a dupla Adriaan Maas e Edward Stutterheim, dos Países Baixos.
|  | USA Estados Unidos      |  | CUB Cuba                                  |  | NED Países Baixos               |
|  | Hilary Smart Paul Smart |  | Carlos de Cárdenas Carlos de Cárdenas Jr. |  | Adriaan Maas Edward Stutterheim |

## Resultados
Estes foram os resultados da competição:
| Pos.              | Nação              | Tripulação                                                                                        | Bote | Bote        | Bote        | Regata I | Regata I | Regata II | Regata II | Regata III | Regata III | Regata IV | Regata IV | Regata V | Regata V | Regata VI | Regata VI | Regata VII | Regata VII | Total | Total -1 |
| Pos.              | Nação              | Tripulação                                                                                        | No.  | Cor         | Embarcação  | Pts.     | Pos.     | Pts.      | Pos.      | Pts.       | Pos.       | Pts.      | Pos.      | Pts.     | Pos.     | Pts.      | Pos.      | Pts.       | Pos.       | Total | Total -1 |
| ----------------- | ------------------ | ------------------------------------------------------------------------------------------------- | ---- | ----------- | ----------- | -------- | -------- | --------- | --------- | ---------- | ---------- | --------- | --------- | -------- | -------- | --------- | --------- | ---------- | ---------- | ----- | -------- |
| Medalha de ouro   | USA Estados Unidos | Hilary Smart Paul Smart                                                                           | 2570 | Azul        | Hilarious   | 4        | 729      | 1         | 1331      | 2          | 1030       | 1         | 1331      | 3        | 854      | DSQ       | 0         | 6          | 553        | 5828  | 5828     |
| Medalha de prata  | CUB Cuba           | Carlos de Cárdenas Carlos de Cárdenas Jr.                                                         | 2376 | Verde       | Kurush III  | 7        | 486      | DSQ       | 0         | 7          | 486        | 2         | 1030      | 7        | 486      | 1         | 1331      | 2          | 1030       | 4849  | 4849     |
| Medalha de bronze | NED Países Baixos  | Adriaan Maas Edward Stutterheim                                                                   | 1655 | Branco      | Starita     | 3        | 854      | 5         | 632       | 5          | 632        | 3         | 854       | 4        | 729      | 2         | 1030      | 7          | 486        | 5217  | 4731     |
| 4                 | GBR Grã-Bretanha   | Durward Knowles Sloane Elmo Farrington                                                            | 1976 | Vermelho    | GEM II      | 2        | 1030     | 2         | 1030      | 6          | 553        | 4         | 729       | 2        | 1030     | DSQ       | 0         | DNF        | 0          | 4372  | 4372     |
| 5                 | ITA Itália         | Agostino Straulino Nicolò Rode                                                                    | 1663 | Vermelho    | Legionario  | 1        | 1331     | 3         | 854       | 3          | 854        | DSQ       | 0         | 1        | 1331     | DSQ       | 0         | DNF        | 0          | 4370  | 4370     |
| 6                 | POR Portugal       | Joaquim Fiúza Júlio Gourinho                                                                      | 2554 | Vermelho    | Espadarte   | 11       | 290      | 6         | 553       | 1          | 1331       | 5         | 632       | 12       | 252      | 5         | 632       | 3          | 854        | 4544  | 4292     |
| 7                 | AUS Austrália      | Jock Sturrock Len Fenton                                                                          | 1722 | Azul claro  | Moorina     | DNF      | 0        | 4         | 729       | 15         | 155        | 6         | 553       | 10       | 331      | 4         | 729       | 1          | 1331       | 3828  | 3828     |
| 8                 | CAN Canadá         | Bill Gooderham Gerald Fairhead                                                                    | 1343 | Branco      | Ariel       | 9        | 377      | 14        | 185       | 4          | 729        | 13        | 217       | 8        | 428      | 6         | 553       | 10         | 331        | 2820  | 2635     |
| 9                 | ESP Espanha        | José Luis Allende Eduardo Aznar José María Alonso                                                 | 2738 | Branco      | Galerna     | 15       | 155      | 7         | 486       | 16         | 127        | 9         | 377       | 5        | 632      | 7         | 486       | 8          | 428        | 2691  | 2564     |
| 10                | GRE Grécia         | Georgios Kalambokidis Khristoforos Karolou Kharalambos Potamianos Nikolaos Vlangalis              | 1617 | Verde claro | Nephos I    | 8        | 428      | 12        | 252       | 9          | 377        | 11        | 290       | 10       | 331      | 9         | 377       | 4          | 729        | 2784  | 2532     |
| 11                | FRA França         | Yves Lorion A. Chatord J. Laverne Jean Peytel                                                     | 2368 | Verde claro | Aloha II    | 12       | 252      | 8         | 428       | 8          | 428        | DSQ       | 0         | 6        | 553      | 3         | 854       | DNF        | 0          | 2515  | 2515     |
| 12                | FIN Finlândia      | René Israel Nyman Bror-Christian Ilmoni                                                           | 1797 | Envernizado | Lucky Star  | 13       | 217      | 11        | 290       | 13         | 217        | 12        | 252       | 9        | 377      | 11        | 290       | 5          | 632        | 2275  | 2058     |
| 13                | AUT Áustria        | Georg Obermüller Hans Schachinger G. Werner Horst Obermüller                                      | 2704 | Envernizado | Donar III   | 10       | 331      | 15        | 155       | 14         | 185        | 14        | 185       | 15       | 155      | 8         | 428       | 9          | 377        | 1816  | 1661     |
| 14                | BRA Brasil         | João José Bracony Carlos Melo Bittencourt Filho E. Rocco de Paula Simões M. Rocco de Paula Simões | 2613 | Branco      | Buscapé II  | 16       | 127      | 13        | 217       | 11         | 290        | 10        | 331       | 14       | 185      | 10        | 331       | 11         | 290        | 1771  | 1644     |
| 15                | SUI Suíça          | Hans Bryner A. L. Albrecht Kurt Bryner R. A. Rhyner                                               | 2564 | Amarelo     | Ali Baba II | 6        | 553      | 9         | 377       | 12         | 252        | 8         | 428       | DSQ      | 0        | DNF       | 0         | DNS        | 0          | 1610  | 1610     |
| 16                | ARG Argentina      | Jorge Piacentini Ángel Carrasco Hipólito Ezequiel Gil Elizalde                                    | 1911 | Azul        | Acturus     | 14       | 185      | 10        | 331       | 10         | 331        | 7         | 486       | 13       | 217      | DNF       | 0         | DNS        | 0          | 1550  | 1550     |
| 17                | SWE Suécia         | Bengt Melin C. Edding Yngve Engkvist Sven Rinman                                                  | 1798 | Azul        | Lotta IV    | 5        | 632      | DNS       | 0         | 17         | 101        | 15        | 155       | DSQ      | 0        | DNF       | 0         | DNS        | 0          | 888   | 888      |

### Classificação diária

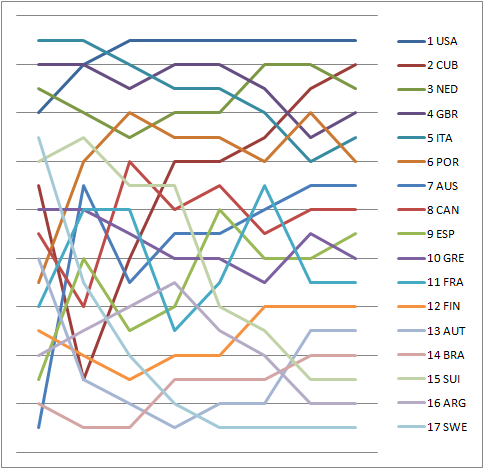
Gráfico mostrando a classificação diária na classe.